# Parapamea simplicissima
Parapamea simplicissima är en fjärilsart som beskrevs av Bird 1916. Parapamea simplicissima ingår i släktet Parapamea och familjen nattflyn. Inga underarter finns listade i Catalogue of Life.